# Parthenolecanium quercifex
Parthenolecanium quercifex är en insektsart som först beskrevs av Fitch 1859.  Parthenolecanium quercifex ingår i släktet Parthenolecanium och familjen skålsköldlöss. Inga underarter finns listade i Catalogue of Life.